# 7 Ірида
7 Іри́да — великий астероїд головного поясу та можливий залишок планетезималі, що обертається навколо Сонця між Марсом і Юпітером. Це четвертий за яскравістю об'єкт в поясі астероїдів. Його класифікують як астероїд S-типу, що означає, що він має кам'яний склад.

## Відкриття і назва
Ірида була відкрита 13 серпня 1847 року Джоном Гайндом з Великобританії. Це було перше відкриття астероїда Гайндом і сьомий відкритий астероїд загалом.
Ірида була названа на честь богині веселки Іриди в грецькій міфології, яка була посланцем богів, особливо Гери. Її функція помічниці Гери особливо відповідала обставинам відкриття, оскільки Ірида була помічена менш ніж за годину прямого сходження після 3 Юнони (Юнона є римським еквівалентом Гери).
Первісним символом Іриди були веселка і зірка:  або простіше .

## Геологія
Ірида — астероїд типу S. Її поверхня яскрава і, ймовірно, є сумішшю металів нікель-залізо та силікатів магнію та заліза. Її спектр подібний до спектру хондритів L і LL з поправками на космічне вивітрювання, тому вона може бути важливим джерелом цих метеоритів. Планетарна динаміка також вказує на те, що Ірида має бути значним джерелом метеоритів.
Серед астероїдів S-типу Ірида займає п'яте місце за середньогеометричним діаметром після Евномії, Юнони, Амфітріти та Геркуліни. Її форма відповідає сплюснутому сфероїду з великою виїмкою на екваторі, що свідчить про те, що це залишок планетезималі. З Іридою не пов'язане жодна сім'я астероїдів, — ймовірно, через те, що зіткнення відбулося на початку історії Сонячної системи, і викинуті уламки вже встигли розсіятись в поясі астероїдів.

## Яскравість
Яскрава поверхня Іриди та невелика віддаленість від Сонця роблять її четвертим за яскравістю об'єктом у поясі астероїдів після Вести, Церери та Паллади. В протистояння вона має середню зоряну величину +7,8, порівнянну з зоряною величиною Нептуна, і її можна легко побачити в бінокль в більшість протистоянь. У типових опозиціях Ірида яскравіша за більшу, але темнішу Палладу. Але в рідкісні протистояння біля перигелію Ірида може досягати зоряної величини +6,7, наздоганяючи за яскравістю Цереру. Востаннє таке сприятливе протистояння сталось 31 жовтня 2017 року, коли зоряна величина Іриди досягла +6,9.

## Особливості поверхні
Використовуючи прилад SPHERE на Дуже великому телескопі, Hanus et al. змогли визначити на поверхні Іориди вісім кратерів діаметрами від 20 до 40 км, а також сім геологічних утворень невідомої природи. Через невпевненість та спостереження на краю диска Іриди, ці геологічні утворення залишились безіменними і були тільки позначені літерами від A до G. Кратери ж авторами статті були названі грецькими назвами кольорів, що відповідає веселці як знаку Іриди. Однак інформації про розгляд і затвердження цих назв Міжнародним астрономічним союзом немає.
| кратер  | англ.    | д.-грецьк. | значення     |
| ------- | -------- | ---------- | ------------ |
| Хлорос  | Chloros  | χλωρός     | зелений      |
| Хрисос  | Chrysos  | χρῡσός     | золотий      |
| Кірос   | Cirrhos  | κιρρός     | помаранчевий |
| Кіанос  | Cyanos   | κύανος     | синій        |
| Ерітрос | Erythros | ἐρυθρός    | червоний     |
| Глаукос | Glaucos  | γλαυκός    | сірий        |
| Порфіра | Porphyra | πορφύρα    | фіолетовий   |
| Ксантос | Xanthos  | ξανθός     | жовтий       |

## Обертання
Ірида має період обертання 7,14 години. Північний полюс Іриди вказує на екліптичні координати (λ, β) = (18°, +19°) з невизначеністю 4° (Viikinkoski та ін. 2017) або (19°, +26°) з невизначеністю 3° (Hanuš та ін. 2019). Це означає, що осьовий нахил Іриди є дуже великим, так що на більшій частині кожної півкулі сонце не заходить влітку і не сходить взимку. На безповітряному тілі це призводить до дуже великої різниці температур.

## Покриття
Спостерігались покриття зір Іридою 26 травня 1995 року, а потім 25 липня 1997 року. Обидва спостереження дали діаметр близько 200 км.